# Elisabeth Dons
 Ikke at forveksle med Elisabeth Dons Christensen.
Elisabeth Caroline Cathrine Dons (19. april 1864 på Daurupgård ved Bjergsted – 2. maj 1942 i Tårbæk) var en dansk operasangerinde (mezzosopran). Hun fik sin debut i 1885 på Det kgl. Teater som Azucena i Trubaduren. Efter videreuddannelse i Paris, sang hun også sopranpartier som Marguerite i Faust, Ingeborg i Drot og Marsk og grevinden i Figaros Bryllup. Med sit aristokratiske ydre, sit temperament og sin mørke mezzosopran indtog hun positionen som primadonna i 1890'erne. Trak sig tilbage i 1905, 41 år gammel. Hun plejede omgang med tidens kendte kunstnere Sophus Claussen, Anne Marie og Carl Nielsen, J.F. Willumsen og Vilhelm Wanscher. Hun blev kongelig kammersangerinde i 1888 og modtog fortjenstmedaljen Ingenio et arti i 1915. Elisabeth Dons' Mindelegat uddeles hvert år siden 1960 til en operasangerinde.